# Tawadros II di Alessandria
Tawadros II, talvolta italianizzato come Teodoro II (nato Waǧīh Ṣubḥī Bāqī Sulaymān, in copto Ⲡⲁⲡⲁ Ⲁⲃⲃⲁ Ⲑⲉⲟ́ⲇⲱⲣⲟⲥ ⲡⲓⲙⲁϩ ⲃ̅', in arabo تواضروس الثاني وجيه صبحى باقى سليمان‎?; Mansura, 4 novembre 1952), è un vescovo ortodosso egiziano, 118º papa della Chiesa ortodossa copta dal 4 novembre 2012.

## Biografia
Figlio di un ingegnere, si laureò in farmacia nel 1975 all'università di Alessandria. Dopo aver lavorato per qualche anno in una fabbrica farmaceutica di proprietà statale, intraprese gli studi religiosi, laureandosi in teologia nel 1983.
Il 20 agosto 1986 entrò nel monastero di San Bishoi nel Wadi El-Natrun, dove fu ordinato monaco il 31 luglio 1988 e presbitero il 23 dicembre 1989.
Fu ordinato vescovo da Papa Shenuda III il 15 luglio 1997 col titolo di vescovo di Beheira.
Il 4 novembre 2012 viene eletto papa della Chiesa ortodossa copta.
Il 18 novembre 2012, nella cattedrale di San Marco al Cairo, si è svolta la cerimonia di insediamento del nuovo patriarca.
Il 10 maggio 2013 si è recato in visita ufficiale in Vaticano, con una delegazione di vescovi, accolto da papa Francesco.
La Domenica delle palme del 2017, Papa Tawadros II ha celebrato la messa della Divina liturgia nella Cattedrale di San Marco ad Alessandria d'Egitto poco prima che la cattedrale venisse colpita da attentatori suicidi, uccidendo almeno 17 persone e ferendone almeno 48. Il Papa ne è uscito illeso. L'ISIS si assunse la responsabilità dell'attacco.
Il 28 aprile 2017 invece è stato papa Francesco a recarsi in visita ufficiale a Il Cairo, sede del patriarca Tawadros II, con cui ha anche firmato una dichiarazione comune.
Il 9 luglio dello stesso anno ha incontrato il Presidente della Repubblica Italiana Sergio Mattarella.
Il 10 maggio 2023 si è recato nuovamente in Italia per incontrare papa Francesco per il 50º anniversario dell'incontro tra papa Paolo VI e Shenouda III. Il giorno successivo ha celebrato una messa nell'arcibasilica di San Giovanni in Laterano.

## Onorificenze

### Altri onorificenze
- Medaglia della città di Parigi (Francia)